# 1994-es labdarúgó-világbajnokság (keretek)
Ez a szócikk tartalmazza az 1994-es labdarúgó-világbajnokságon részt vevő csapatok által nevezett játékosok listáját. Görögország, Olaszország, Szaúd-Arábia és Spanyolország csak hazája klubjaiból vonultatta fel a játékosaikat, ellenben Írország és Nigéria csak külföldön játszó játékosokkal színesítette keretét.

## A. csoport

### Kolumbia
Szövetségi kapitány:  Francisco Maturana
| Szám | Poszt | Név                   | Születési dátum (Kor)          | Vál. | Klub               |
| ---- | ----- | --------------------- | ------------------------------ | ---- | ------------------ |
| 1    | K     | Óscar Córdoba         | 1970. február 3. (24 éves)     |      | América de Cali    |
| 2    | V     | Andrés Escobar        | 1967. március 13. (27 éves)    |      | Atlético Nacional  |
| 3    | V     | Alexis Mendoza        | 1961. november 8. (32 éves)    |      | Atlético Junior    |
| 4    | V     | Luis Fernando Herrera | 1962. június 12. (32 éves)     |      | Atlético Nacional  |
| 5    | KP    | Hernán Gaviria        | 1969. november 27. (24 éves)   |      | Atlético Nacional  |
| 6    | KP    | Gabriel Gómez         | 1959. december 8. (34 éves)    |      | Atlético Nacional  |
| 7    | CS    | Antony de Ávila       | 1962. december 21. (31 éves)   |      | América de Cali    |
| 8    | KP    | John Harold Lozano    | 1972. március 30. (22 éves)    |      | América de Cali    |
| 9    | CS    | Iván Valenciano       | 1972. március 18. (22 éves)    |      | Atlético Junior    |
| 10   | KP    | Carlos Valderrama     | 1961. szeptember 2. (32 éves)  |      | Atlético Junior    |
| 11   | CS    | Adolfo Valencia       | 1968. február 6. (26 éves)     |      | Bayern München     |
| 12   | K     | Farid Mondragón       | 1971. június 21. (22 éves)     |      | Argentinos Juniors |
| 13   | V     | Néstor Ortiz          | 1968. szeptember 20. (25 éves) |      | Once Caldas        |
| 14   | KP    | Leonel Álvarez        | 1965. július 29. (28 éves)     |      | América de Cali    |
| 15   | V     | Luis Carlos Perea     | 1963. december 29. (30 éves)   |      | Atlético Junior    |
| 16   | CS    | Víctor Aristizábal    | 1971. december 9. (22 éves)    |      | Atlético Nacional  |
| 17   | KP    | Mauricio Serna        | 1968. január 22. (26 éves)     |      | Atlético Nacional  |
| 18   | V     | Óscar Cortés          | 1968. október 19. (25 éves)    |      | Millonarios        |
| 19   | KP    | Freddy Rincón         | 1966. augusztus 14. (27 éves)  |      | Palmeiras          |
| 20   | V     | Wilson Pérez          | 1967. augusztus 6. (26 éves)   |      | América de Cali    |
| 21   | CS    | Faustino Asprilla     | 1969. november 10. (24 éves)   |      | Parma              |
| 22   | K     | José María Pazo       | 1964. április 4. (30 éves)     |      | Atlético Junior    |

### Románia
Szövetségi kapitány: Anghel Iordănescu
| Szám | Poszt | Név                | Születési dátum (Kor)         | Vál. | Klub                  |
| ---- | ----- | ------------------ | ----------------------------- | ---- | --------------------- |
| 1    | K     | Florin Prunea      | 1968. augusztus 8. (25 éves)  |      | Dinamo București      |
| 2    | V     | Dan Petrescu       | 1967. december 22. (26 éves)  |      | Genoa                 |
| 3    | V     | Daniel Prodan      | 1972. március 23. (22 éves)   |      | Steaua București      |
| 4    | V     | Miodrag Belodedici | 1964. május 20. (30 éves)     |      | Valencia              |
| 5    | KP    | Ioan Lupescu       | 1968. december 9. (25 éves)   |      | Bayer Leverkusen      |
| 6    | V     | Gheorghe Popescu   | 1967. október 9. (26 éves)    |      | PSV Eindhoven         |
| 7    | KP    | Dorinel Munteanu   | 1968. június 25. (25 éves)    |      | Cercle Brugge         |
| 8    | KP    | Iulian Chiriță     | 1967. február 2. (27 éves)    |      | Rapid București       |
| 9    | CS    | Florin Răducioiu   | 1970. március 17. (24 éves)   |      | AC Milan              |
| 10   | KP    | Gheorghe Hagi      | 1965. február 5. (29 éves)    |      | Brescia               |
| 11   | CS    | Ilie Dumitrescu    | 1969. január 6. (25 éves)     |      | Steaua București      |
| 12   | K     | Bogdan Stelea      | 1967. december 5. (26 éves)   |      | Rapid București       |
| 13   | V     | Selymes Tibor      | 1970. május 14. (24 éves)     |      | Cercle Brugge         |
| 14   | V     | Gheorghe Mihali    | 1965. december 9. (28 éves)   |      | Dinamo București      |
| 15   | KP    | Basarab Panduru    | 1970. július 11. (23 éves)    |      | Steaua București      |
| 16   | CS    | Ion Vlădoiu        | 1968. november 5. (25 éves)   |      | Rapid București       |
| 17   | CS    | Viorel Moldovan    | 1972. július 8. (21 éves)     |      | Dinamo București      |
| 18   | KP    | Constantin Gâlcă   | 1972. március 8. (22 éves)    |      | Steaua București      |
| 19   | V     | Corneliu Papură    | 1973. szeptember 5. (20 éves) |      | Universitatea Craiova |
| 20   | KP    | Ovidiu Stîngă      | 1972. december 5. (21 éves)   |      | Universitatea Craiova |
| 21   | CS    | Marian Ivan        | 1969. január 6. (25 éves)     |      | FC Brașov             |
| 22   | K     | Ștefan Preda       | 1970. június 18. (23 éves)    |      | Petrolul Ploiești     |

### Svájc
Szövetségi kapitány:  Roy Hodgson
| Szám | Poszt | Név                | Születési dátum (Kor)         | Vál. | Klub                 |
| ---- | ----- | ------------------ | ----------------------------- | ---- | -------------------- |
| 1    | K     | Marco Pascolo      | 1966. május 9. (28 éves)      | 18   | Servette             |
| 2    | V     | Marc Hottiger      | 1967. november 7. (26 éves)   | 41   | Sion                 |
| 3    | V     | Yvan Quentin       | 1970. május 2. (24 éves)      | 14   | Sion                 |
| 4    | KP    | Dominique Herr     | 1965. október 25. (28 éves)   | 39   | Sion                 |
| 5    | V     | Alain Geiger       | 1960. november 5. (33 éves)   | 94   | Sion                 |
| 6    | CS    | Georges Bregy      | 1958. január 17. (36 éves)    | 50   | Young Boys           |
| 7    | KP    | Alain Sutter       | 1968. január 22. (26 éves)    | 46   | 1. FC. Nürnberg      |
| 8    | V     | Christophe Ohrel   | 1968. április 7. (26 éves)    | 28   | Servette             |
| 9    | CS    | Adrian Knup        | 1968. július 2. (25 éves)     | 34   | VfB Stuttgart        |
| 10   | KP    | Ciriaco Sforza     | 1970. március 2. (24 éves)    | 23   | 1. FC Kaiserslautern |
| 11   | CS    | Stéphane Chapuisat | 1969. június 28. (24 éves)    | 36   | Borussia Dortmund    |
| 12   | K     | Stephan Lehmann    | 1963. augusztus 15. (30 éves) | 6    | Sion                 |
| 13   | V     | André Egli         | 1958. május 8. (36 éves)      | 79   | Servette             |
| 14   | CS    | Nestor Subiat      | 1966. április 23. (28 éves)   | 7    | Lugano               |
| 15   | CS    | Marco Grassi       | 1968. augusztus 8. (25 éves)  | 9    | Servette             |
| 16   | KP    | Thomas Bickel      | 1963. október 6. (30 éves)    | 41   | Grasshoppers         |
| 17   | KP    | Sébastien Fournier | 1971. június 27. (22 éves)    | 4    | Sion                 |
| 18   | V     | Martin Rueda       | 1963. január 9. (31 éves)     | 5    | Luzern               |
| 19   | V     | Jürg Studer        | 1966. szeptember 8. (27 éves) | 5    | Zürich               |
| 20   | KP    | Patrick Sylvestre  | 1968. szeptember 1. (25 éves) | 9    | Lausanne             |
| 21   | KP    | Thomas Wyss        | 1966. augusztus 29. (27 éves) | 5    | Aarau                |
| 22   | K     | Martin Brunner     | 1963. április 23. (31 éves)   | 33   | Grasshoppers         |

### Egyesült Államok
Szövetségi kapitány:  Bora Milutinović
| Szám | Poszt | Név              | Születési dátum (Kor)          | Vál. | Klub               |
| ---- | ----- | ---------------- | ------------------------------ | ---- | ------------------ |
| 1    | K     | Tony Meola       | 1969. február 21. (25 éves)    |      | Buffalo Blizzard   |
| 2    | V     | Mike Lapper      | 1970. szeptember 28. (23 éves) |      | VfL Wolfsburg      |
| 3    | V     | Mike Burns       | 1970. szeptember 14. (23 éves) |      | Viborg             |
| 4    | V     | Cle Kooiman      | 1963. július 4. (30 éves)      |      | Cruz Azul          |
| 5    | V     | Thomas Dooley    | 1961. május 12. (33 éves)      |      | Bayer Leverkusen   |
| 6    | KP    | John Harkes      | 1967. március 8. (27 éves)     |      | Derby County       |
| 7    | KP    | Hugo Perez       | 1963. november 8. (30 éves)    |      | San Diego Sockers  |
| 8    | CS    | Earnie Stewart   | 1969. március 28. (25 éves)    |      | Willem II          |
| 9    | KP    | Tab Ramos        | 1966. szeptember 21. (27 éves) |      | Real Betis         |
| 10   | CS    | Roy Wegerle      | 1964. március 19. (30 éves)    |      | Coventry City      |
| 11   | CS    | Eric Wynalda     | 1969. június 9. (25 éves)      |      | 1. FC Saarbrücken  |
| 12   | K     | Juergen Sommer   | 1969. február 27. (25 éves)    |      | Luton Town         |
| 13   | KP    | Cobi Jones       | 1970. június 16. (24 éves)     |      | Coventry City      |
| 14   | CS    | Frank Klopas     | 1966. szeptember 1. (27 éves)  |      | AÉK Athén          |
| 15   | CS    | Joe-Max Moore    | 1971. február 23. (23 éves)    |      | 1. FC Saarbrücken  |
| 16   | KP    | Mike Sorber      | 1971. május 14. (23 éves)      |      | UNAM Pumas         |
| 17   | V     | Marcelo Balboa   | 1967. augusztus 8. (26 éves)   |      | León               |
| 18   | K     | Brad Friedel     | 1971. május 18. (23 éves)      |      | Newcastle United   |
| 19   | KP    | Claudio Reyna    | 1973. július 20. (20 éves)     |      | Virginia Cavaliers |
| 20   | V     | Paul Caligiuri   | 1964. március 9. (30 éves)     |      | SC Freiburg        |
| 21   | V     | Fernando Clavijo | 1957. január 23. (37 éves)     |      | St. Louis Storm    |
| 22   | V     | Alexi Lalas      | 1970. június 1. (24 éves)      |      | Padova             |

- Nemzeti "nagypályás" bajnokság hiányában a hazai játékosok az Amerikai Labdarúgó Szövetség alkalmazásában, több barátságos mérkőzéssel készültek a tornára.

## B. csoport

### Brazília
Szövetségi kapitány: Carlos Alberto Parreira
| Szám | Poszt | Név           | Születési dátum (Kor)          | Vál. | Klub                |
| ---- | ----- | ------------- | ------------------------------ | ---- | ------------------- |
| 1    | K     | Taffarel      | 1966. május 8. (28 éves)       |      | Reggiana            |
| 2    | V     | Jorginho      | 1964. augusztus 17. (29 éves)  |      | Bayern München      |
| 3    | V     | Ricardo Rocha | 1962. szeptember 11. (31 éves) |      | Vasco da Gama       |
| 4    | V     | Ronaldão      | 1965. június 19. (28 éves)     |      | Simizu S-Pulse      |
| 5    | KP    | Mauro Silva   | 1968. január 12. (26 éves)     |      | Deportivo La Coruña |
| 6    | V     | Branco        | 1964. április 4. (30 éves)     |      | Fluminense          |
| 7    | CS    | Bebeto        | 1964. február 16. (30 éves)    |      | Deportivo La Coruña |
| 8    | KP    | Dunga         | 1963. október 31. (30 éves)    |      | VfB Stuttgart       |
| 9    | KP    | Zinho         | 1967. június 17. (27 éves)     |      | Palmeiras           |
| 10   | KP    | Raí           | 1965. május 15. (29 éves)      |      | Paris Saint-Germain |
| 11   | CS    | Romário       | 1966. január 29. (28 éves)     |      | Barcelona           |
| 12   | K     | Zetti         | 1965. január 10. (29 éves)     |      | São Paulo           |
| 13   | V     | Aldair        | 1965. november 30. (28 éves)   |      | Roma                |
| 14   | V     | Cafu          | 1970. június 7. (24 éves)      |      | São Paulo           |
| 15   | V     | Márcio Santos | 1969. szeptember 15. (24 éves) |      | Girondins Bordeaux  |
| 16   | KP    | Leonardo      | 1969. szeptember 5. (24 éves)  |      | São Paulo           |
| 17   | KP    | Mazinho       | 1966. április 8. (28 éves)     |      | Palmeiras           |
| 18   | CS    | Paulo Sérgio  | 1969. június 2. (25 éves)      |      | Bayer Leverkusen    |
| 19   | CS    | Müller        | 1966. január 31. (28 éves)     |      | São Paulo           |
| 20   | CS    | Ronaldo       | 1976. szeptember 22. (17 éves) |      | Cruzeiro            |
| 21   | CS    | Viola         | 1969. január 1. (25 éves)      |      | Corinthians         |
| 22   | K     | Gilmar        | 1959. január 13. (35 éves)     |      | Flamengo            |

### Kamerun
Szövetségi kapitány:  Henri Michel
| Szám | Poszt | Név                 | Születési dátum (Kor)          | Vál. | Klub               |
| ---- | ----- | ------------------- | ------------------------------ | ---- | ------------------ |
| 1    | K     | Joseph-Antoine Bell | 1954. október 8. (39 éves)     |      | Saint-Étienne      |
| 2    | V     | André Kana-Biyik    | 1965. szeptember 1. (28 éves)  |      | Le Havre           |
| 3    | V     | Rigobert Song       | 1976. július 1. (17 éves)      |      | Tonnerre Yaoundé   |
| 4    | V     | Samuel Ekemé        | 1966. július 12. (27 éves)     |      | Canon Yaoundé      |
| 5    | V     | Victor Ndip         | 1967. augusztus 18. (26 éves)  |      | Olympic Mvolyé     |
| 6    | KP    | Thomas Libiih       | 1967. november 17. (26 éves)   |      | Ohud               |
| 7    | CS    | François Omam-Biyik | 1966. május 21. (28 éves)      |      | Lens               |
| 8    | KP    | Émile Mbouh         | 1966. május 30. (28 éves)      |      | Nadi Qatar         |
| 9    | CS    | Roger Milla         | 1952. május 20. (42 éves)      |      | Tonnerre Yaoundé   |
| 10   | CS    | Louis-Paul M’Fédé   | 1961. február 26. (33 éves)    |      | Canon Yaoundé      |
| 11   | KP    | Emmanuel Maboang    | 1968. november 27. (25 éves)   |      | Rio Ave            |
| 12   | KP    | Paul Loga           | 1969. augusztus 14. (24 éves)  |      | Prevoyance Yaoundé |
| 13   | V     | Raymond Kalla       | 1975. április 22. (19 éves)    |      | Canon Yaoundé      |
| 14   | V     | Stephen Tataw       | 1963. március 31. (31 éves)    |      | Olympic Mvolyé     |
| 15   | V     | Hans Agbo           | 1967. szeptember 26. (26 éves) |      | Olympic Mvolyé     |
| 16   | CS    | Alphonse Tchami     | 1971. szeptember 14. (22 éves) |      | Odense             |
| 17   | KP    | Marc-Vivien Foé     | 1975. május 1. (19 éves)       |      | Canon Yaoundé      |
| 18   | KP    | Jean-Pierre Fiala   | 1969. április 22. (25 éves)    |      | Canon Yaoundé      |
| 19   | CS    | David Embé          | 1973. november 13. (20 éves)   |      | Belenenses         |
| 20   | CS    | Georges Mouyémé     | 1971. április 15. (23 éves)    |      | Troyes             |
| 21   | K     | Thomas N’Kono       | 1956. július 20. (37 éves)     |      | CE L’Hospitalet    |
| 22   | K     | Jacques Songo’o     | 1964. március 17. (30 éves)    |      | Metz               |

### Oroszország
Szövetségi kapitány: Pavel Szadirin
| Szám | Poszt | Név                      | Születési dátum (Kor)          | Vál. | Klub              |
| ---- | ----- | ------------------------ | ------------------------------ | ---- | ----------------- |
| 1    | K     | Sztanyiszlav Csercseszov | 1963. szeptember 2. (30 éves)  | 19   | SG Dynamo Dresden |
| 2    | V     | Dmitrij Kuznyecov        | 1965. augusztus 28. (28 éves)  | 26   | Espanyol          |
| 3    | V     | Szergej Gorlukovics      | 1961. november 18. (32 éves)   | 32   | Bayer Uerdingen   |
| 4    | V     | Dmitrij Galjamin         | 1963. január 8. (31 éves)      | 18   | Espanyol          |
| 5    | V     | Jurij Nyikiforov         | 1970. szeptember 16. (23 éves) | 8    | Szpartak Moszkva  |
| 6    | V     | Vlagyiszlav Tyernavszkij | 1969. május 2. (25 éves)       | 2    | Szpartak Moszkva  |
| 7    | KP    | Andrej Pjatnyickij       | 1967. szeptember 27. (26 éves) | 9    | Szpartak Moszkva  |
| 8    | KP    | Dmitrij Popov            | 1969. február 27. (25 éves)    | 11   | Racing Santander  |
| 9    | CS    | Oleg Szalenko            | 1969. október 25. (24 éves)    | 5    | Logroñés          |
| 10   | KP    | Valerij Karpin           | 1969. február 2. (25 éves)     | 10   | Szpartak Moszkva  |
| 11   | CS    | Vlagyimir Beszcsasztnih  | 1974. április 1. (20 éves)     | 9    | Szpartak Moszkva  |
| 12   | V     | Omari Tyetradze          | 1969. október 13. (24 éves)    | 13   | Dinamo Moszkva    |
| 13   | K     | Szergej Ovcsinnyikov     | 1970. november 10. (23 éves)   | 19   | Lokomotiv Moszkva |
| 14   | CS    | Igor Kornyejev           | 1967. szeptember 4. (26 éves)  | 7    | Espanyol          |
| 15   | CS    | Dmitrij Radcsenko        | 1970. december 2. (23 éves)    | 14   | Racing Santander  |
| 16   | K     | Dmitrij Harin            | 1968. augusztus 16. (25 éves)  | 22   | Chelsea           |
| 17   | KP    | Ilja Cimbalar            | 1969. február 17. (25 éves)    | 2    | Szpartak Moszkva  |
| 18   | V     | Viktor Onopko            | 1969. október 14. (24 éves)    | 21   | Szpartak Moszkva  |
| 19   | KP    | Alekszandr Mosztovoj     | 1968. augusztus 22. (25 éves)  | 20   | Caen              |
| 20   | KP    | Igor Legyjahov           | 1968. május 22. (26 éves)      | 15   | Szpartak Moszkva  |
| 21   | V     | Dmitrij Hlesztov         | 1971. január 21. (23 éves)     | 12   | Szpartak Moszkva  |
| 22   | CS    | Szergej Juran            | 1969. június 11. (25 éves)     | 27   | Benfica           |

- A keret a volt szovjet tagállamok játékosaiból -Ukrajna kivételével- épült.

### Svédország
Szövetségi kapitány: Tommy Svensson
| Szám | Poszt | Név               | Születési dátum (Kor)          | Vál. | Klub                     |
| ---- | ----- | ----------------- | ------------------------------ | ---- | ------------------------ |
| 1    | K     | Thomas Ravelli    | 1959. augusztus 13. (34 éves)  | 110  | IFK Göteborg             |
| 2    | V     | Roland Nilsson    | 1963. november 27. (30 éves)   | 62   | Sheffield Wednesday      |
| 3    | V     | Patrik Andersson  | 1971. augusztus 18. (22 éves)  | 23   | Borussia Mönchengladbach |
| 4    | V     | Joachim Björklund | 1971. március 15. (23 éves)    | 22   | IFK Göteborg             |
| 5    | V     | Roger Ljung       | 1966. január 8. (28 éves)      | 46   | Galatasaray              |
| 6    | KP    | Stefan Schwarz    | 1969. április 18. (25 éves)    | 29   | Benfica                  |
| 7    | CS    | Henrik Larsson    | 1971. szeptember 20. (22 éves) | 7    | Feyenoord                |
| 8    | KP    | Klas Ingesson     | 1968. augusztus 20. (25 éves)  | 42   | PSV Eindhoven            |
| 9    | KP    | Jonas Thern       | 1967. március 20. (27 éves)    | 47   | Napoli                   |
| 10   | CS    | Martin Dahlin     | 1968. április 16. (26 éves)    | 29   | Borussia Mönchengladbach |
| 11   | CS    | Tomas Brolin      | 1969. november 29. (24 éves)   | 31   | Parma                    |
| 12   | K     | Lars Eriksson     | 1965. szeptember 21. (28 éves) | 14   | IFK Norrköping           |
| 13   | V     | Mikael Nilsson    | 1968. szeptember 28. (25 éves) | 12   | IFK Göteborg             |
| 14   | V     | Pontus Kåmark     | 1969. április 5. (25 éves)     | 12   | IFK Göteborg             |
| 15   | V     | Teddy Lučić       | 1973. április 15. (21 éves)    | 0    | Västra Frölunda          |
| 16   | KP    | Anders Limpar     | 1965. szeptember 24. (28 éves) | 51   | Everton                  |
| 17   | KP    | Stefan Rehn       | 1966. szeptember 22. (27 éves) | 38   | IFK Göteborg             |
| 18   | KP    | Håkan Mild        | 1971. június 14. (23 éves)     | 12   | Servette                 |
| 19   | CS    | Kennet Andersson  | 1967. október 6. (26 éves)     | 24   | Olympique Lille          |
| 20   | CS    | Magnus Erlingmark | 1968. július 8. (25 éves)      | 24   | IFK Göteborg             |
| 21   | KP    | Jesper Blomqvist  | 1974. február 5. (20 éves)     | 8    | IFK Göteborg             |
| 22   | K     | Magnus Hedman     | 1973. március 19. (21 éves)    | 0    | AIK Stockholm            |

## C. csoport

### Bolívia
Szövetségi kapitány:  Xabier Azkargorta
| Szám | Poszt | Név                    | Születési dátum (Kor)          | Vál. | Klub              |
| ---- | ----- | ---------------------- | ------------------------------ | ---- | ----------------- |
| 1    | K     | Carlos Trucco          | 1957. augusztus 8. (36 éves)   | 44   | Bolivar           |
| 2    | V     | Juan Manuel Peña       | 1973. január 17. (21 éves)     |      | Santa Fe          |
| 3    | V     | Marco Sandy            | 1971. augusztus 29. (22 éves)  |      | Bolívar           |
| 4    | V     | Miguel Rimba           | 1967. november 1. (26 éves)    |      | Bolívar           |
| 5    | V     | Gustavo Quinteros      | 1965. február 15. (29 éves)    |      | The Strongest     |
| 6    | KP    | Carlos Borja           | 1956. december 25. (37 éves)   |      | Bolívar           |
| 7    | CS    | Mario Pinedo           | 1964. április 9. (30 éves)     |      | Oriente Petrolero |
| 8    | KP    | José Milton Melgar     | 1959. szeptember 20. (34 éves) |      | The Strongest     |
| 9    | CS    | Álvaro Peña            | 1966. február 11. (28 éves)    |      | Deportes Temuco   |
| 10   | CS    | Marco Etcheverry       | 1970. szeptember 26. (23 éves) |      | Colo-Colo         |
| 11   | CS    | Jaime Moreno           | 1974. január 19. (20 éves)     |      | Blooming          |
| 12   | K     | Darío Rojas            | 1960. január 20. (34 éves)     |      | Oriente Petrolero |
| 13   | V     | Modesto Soruco         | 1966. február 12. (28 éves)    |      | Once Caldas       |
| 14   | KP    | Mauricio Ramos         | 1969. szeptember 23. (24 éves) |      | Destroyers        |
| 15   | V     | Vladimir Soria         | 1964. július 15. (29 éves)     |      | Bolívar           |
| 16   | CS    | Luis Cristaldo         | 1969. augusztus 31. (24 éves)  |      | Bolivar           |
| 17   | KP    | Óscar Sánchez          | 1971. július 16. (22 éves)     |      | The Strongest     |
| 18   | CS    | Luis Ramallo           | 1961. július 4. (32 éves)      |      | Oriente Petrolero |
| 19   | K     | Marcelo Torrico        | 1972. január 11. (22 éves)     |      | The Strongest     |
| 20   | CS    | Ramiro Castillo        | 1966. március 27. (28 éves)    |      | Platense          |
| 21   | KP    | Erwin Sánchez          | 1969. október 19. (24 éves)    |      | Boavista          |
| 22   | KP    | Julio César Baldivieso | 1971. december 2. (22 éves)    |      | Bolívar           |

### Németország
Szövetségi kapitány: Berti Vogts
| Szám | Poszt | Név               | Születési dátum (Kor)          | Vál. | Klub                 |
| ---- | ----- | ----------------- | ------------------------------ | ---- | -------------------- |
| 1    | K     | Bodo Illgner      | 1967. április 7. (27 éves)     |      | 1. FC Köln           |
| 2    | KP    | Thomas Strunz     | 1968. április 25. (26 éves)    |      | VfB Stuttgart        |
| 3    | V     | Andreas Brehme    | 1960. november 9. (33 éves)    |      | 1. FC Kaiserslautern |
| 4    | V     | Jürgen Kohler     | 1965. október 6. (28 éves)     |      | Juventus             |
| 5    | V     | Thomas Helmer     | 1965. április 21. (29 éves)    |      | Bayern München       |
| 6    | V     | Guido Buchwald    | 1961. január 24. (33 éves)     |      | VfB Stuttgart        |
| 7    | KP    | Andreas Möller    | 1967. szeptember 2. (26 éves)  |      | Juventus             |
| 8    | KP    | Thomas Häßler     | 1966. május 30. (28 éves)      |      | Roma                 |
| 9    | CS    | Karl-Heinz Riedle | 1965. szeptember 16. (28 éves) |      | Borussia Dortmund    |
| 10   | KP    | Lothar Matthäus   | 1961. március 21. (33 éves)    |      | Bayern München       |
| 11   | CS    | Stefan Kuntz      | 1962. október 30. (31 éves)    |      | 1. FC Kaiserslautern |
| 12   | K     | Andreas Köpke     | 1962. március 12. (32 éves)    |      | 1. FC Nürnberg       |
| 13   | CS    | Rudi Völler       | 1960. április 13. (34 éves)    |      | Olympique Marseille  |
| 14   | V     | Thomas Berthold   | 1964. november 12. (29 éves)   |      | VfB Stuttgart        |
| 15   | KP    | Maurizio Gaudino  | 1966. december 12. (27 éves)   |      | Eintracht Frankfurt  |
| 16   | KP    | Matthias Sammer   | 1967. szeptember 5. (26 éves)  |      | Borussia Dortmund    |
| 17   | KP    | Martin Wagner     | 1968. február 24. (26 éves)    |      | 1. FC Kaiserslautern |
| 18   | CS    | Jürgen Klinsmann  | 1964. július 30. (29 éves)     |      | Monaco               |
| 19   | CS    | Ulf Kirsten       | 1965. december 4. (28 éves)    |      | Bayer Leverkusen     |
| 20   | KP    | Stefan Effenberg  | 1968. augusztus 2. (25 éves)   |      | Fiorentina           |
| 21   | KP    | Mario Basler      | 1968. december 18. (25 éves)   |      | Werder Bremen        |
| 22   | K     | Oliver Kahn       | 1969. június 15. (25 éves)     |      | Karlsruhe            |

### Dél-Korea
Szövetségi kapitány:  Kim Ho
| Szám | Poszt | Név              | Születési dátum (Kor)          | Vál. | Klub                 |
| ---- | ----- | ---------------- | ------------------------------ | ---- | -------------------- |
| 1    | K     | Cshö Injong      | 1962. március 5. (32 éves)     |      | Hyundai Horangi      |
| 2    | V     | Csung Dzsongszon | 1966. március 20. (28 éves)    |      | Hyundai Horangi      |
| 3    | V     | I Dzsonghva      | 1963. július 20. (30 éves)     |      | Ilhva Cshonma        |
| 4    | V     | Kim Pangun       | 1966. március 5. (28 éves)     |      | LG Cheetahs          |
| 5    | V     | Pak Dzsungbe     | 1967. február 19. (27 éves)    |      | Daewoo Royals        |
| 6    | KP    | I Jungdzsin      | 1963. október 27. (30 éves)    |      | LG Cheetahs          |
| 7    | V     | Sin Honggi       | 1968. május 4. (26 éves)       |      | Hyundai Horangi      |
| 8    | KP    | No Dzsongjun     | 1971. március 28. (23 éves)    |      | Sanfrecce Hirosima   |
| 9    | KP    | Kim Dzsuszong    | 1966. január 17. (28 éves)     |      | VfL Bochum           |
| 10   | KP    | Ko Dzsongun      | 1966. június 27. (27 éves)     |      | Ilhva Cshonma        |
| 11   | CS    | Szo Dzsongvon    | 1970. december 17. (23 éves)   |      | Szangmu FC           |
| 12   | V     | Cshö Jongil      | 1966. április 25. (28 éves)    |      | Hyundai Horangi      |
| 13   | V     | An Ikszu         | 1965. május 6. (29 éves)       |      | Ilhva Cshonma        |
| 14   | KP    | Cshö Desik       | 1971. január 10. (23 éves)     |      | LG Cheetahs          |
| 15   | KP    | Cso Dzsinho      | 1972. augusztus 2. (21 éves)   |      | POSCO Atoms          |
| 16   | KP    | Ha Szokcsu       | 1968. február 20. (26 éves)    |      | Daewoo Royals        |
| 17   | V     | Ku Szangbom      | 1964. június 15. (30 éves)     |      | Daewoo Royals        |
| 18   | CS    | Hvang Szonhong   | 1968. július 14. (25 éves)     |      | POSCO Atoms          |
| 19   | KP    | Cshö Munszik     | 1971. január 6. (23 éves)      |      | POSCO Atoms          |
| 20   | V     | Hong Mjongbo     | 1969. február 12. (25 éves)    |      | POSCO Atoms          |
| 21   | K     | Pak Csholvu      | 1965. szeptember 29. (28 éves) |      | LG Cheetahs          |
| 22   | K     | I Undzse         | 1973. április 26. (21 éves)    |      | Kyung Hee University |

### Spanyolország
Szövetségi kapitány: Javier Clemente
| Szám | Poszt | Név                     | Születési dátum (Kor)          | Vál. | Klub                |
| ---- | ----- | ----------------------- | ------------------------------ | ---- | ------------------- |
| 1    | K     | Andoni Zubizarreta      | 1961. október 23. (32 éves)    | 87   | Barcelona           |
| 2    | V     | Albert Ferrer           | 1970. június 6. (24 éves)      | 16   | Barcelona           |
| 3    | V     | Jorge Otero             | 1969. március 8. (25 éves)     | 5    | Celta Vigo          |
| 4    | V     | Francisco José Camarasa | 1967. szeptember 27. (26 éves) | 9    | Valencia            |
| 5    | V     | Abelardo                | 1970. március 19. (24 éves)    | 9    | Sporting Gijón      |
| 6    | KP    | Fernando Hierro         | 1968. március 23. (26 éves)    | 23   | Real Madrid         |
| 7    | KP    | Ion Andoni Goikoetxea   | 1965. október 21. (28 éves)    | 22   | Barcelona           |
| 8    | KP    | Julen Guerrero          | 1974. január 7. (20 éves)      | 9    | Athletic Club       |
| 9    | KP    | Josep Guardiola         | 1971. január 18. (23 éves)     | 11   | Barcelona           |
| 10   | KP    | José Mari Bakero        | 1963. február 11. (31 éves)    | 25   | Barcelona           |
| 11   | KP    | Txiki Begiristain       | 1964. augusztus 12. (29 éves)  | 21   | Barcelona           |
| 12   | V     | Sergi                   | 1971. december 28. (22 éves)   | 2    | Barcelona           |
| 13   | K     | Santiago Cañizares      | 1969. december 18. (24 éves)   | 4    | Celta Vigo          |
| 14   | CS    | Juanele                 | 1971. április 10. (23 éves)    | 4    | Sporting Gijón      |
| 15   | KP    | José Luis Caminero      | 1967. november 8. (26 éves)    | 4    | Atlético de Madrid  |
| 16   | CS    | Felipe Miñambres        | 1965. április 29. (29 éves)    | 4    | Tenerife            |
| 17   | V     | Voro                    | 1963. október 9. (30 éves)     | 4    | Deportivo La Coruña |
| 18   | V     | Rafael Alkorta          | 1968. szeptember 16. (25 éves) | 19   | Real Madrid         |
| 19   | CS    | Julio Salinas           | 1962. szeptember 11. (31 éves) | 43   | Barcelona           |
| 20   | V     | Miguel Ángel Nadal      | 1966. július 28. (27 éves)     | 11   | Barcelona           |
| 21   | KP    | Luis Enrique            | 1970. május 8. (24 éves)       | 5    | Real Madrid         |
| 22   | K     | Julen Lopetegui         | 1966. augusztus 28. (27 éves)  | 1    | Logroñés            |

## D. csoport

### Argentína
Szövetségi kapitány: Alfio Basile
| Szám | Poszt | Név                | Születési dátum (Kor)         | Vál. | Klub                 |
| ---- | ----- | ------------------ | ----------------------------- | ---- | -------------------- |
| 1    | K     | Sergio Goycochea   | 1963. október 17. (30 éves)   |      | River Plate          |
| 2    | V     | Sergio Vázquez     | 1965. november 23. (28 éves)  |      | Universidad Católica |
| 3    | V     | José Chamot        | 1969. május 17. (25 éves)     |      | Foggia               |
| 4    | V     | Roberto Sensini    | 1966. október 12. (27 éves)   |      | Parma                |
| 5    | KP    | Fernando Redondo   | 1969. június 6. (25 éves)     |      | Tenerife             |
| 6    | V     | Oscar Ruggeri      | 1962. január 26. (32 éves)    |      | San Lorenzo          |
| 7    | CS    | Claudio Caniggia   | 1967. január 9. (27 éves)     |      | Roma                 |
| 8    | KP    | José Basualdo      | 1963. június 20. (30 éves)    |      | Vélez Sarsfield      |
| 9    | CS    | Gabriel Batistuta  | 1969. február 1. (25 éves)    |      | Fiorentina           |
| 10   | KP    | Diego Maradona     | 1960. október 30. (33 éves)   |      | • klub nélkül •      |
| 11   | CS    | Ramón Medina Bello | 1966. április 29. (28 éves)   |      | Jokohama Marinos     |
| 12   | K     | Luis Islas         | 1965. december 22. (28 éves)  |      | Independiente        |
| 13   | V     | Fernando Cáceres   | 1969. február 7. (25 éves)    |      | Real Zaragoza        |
| 14   | KP    | Diego Simeone      | 1970. április 28. (24 éves)   |      | Sevilla              |
| 15   | V     | Jorge Borelli      | 1964. november 2. (29 éves)   |      | Racing               |
| 16   | V     | Hernán Díaz        | 1965. február 26. (29 éves)   |      | River Plate          |
| 17   | KP    | Ariel Ortega       | 1974. március 4. (20 éves)    |      | River Plate          |
| 18   | KP    | Hugo Pérez         | 1968. október 6. (25 éves)    |      | Independiente        |
| 19   | CS    | Abel Balbo         | 1966. június 1. (28 éves)     |      | Roma                 |
| 20   | KP    | Leonardo Rodríguez | 1966. augusztus 27. (27 éves) |      | Borussia Dortmund    |
| 21   | KP    | Alejandro Mancuso  | 1968. szeptember 4. (25 éves) |      | Boca Juniors         |
| 22   | K     | Norberto Scoponi   | 1961. január 13. (33 éves)    |      | Newell’s Old Boys    |

### Bulgária
Szövetségi kapitány: Dimitar Penev
| Szám | Poszt | Név                | Születési dátum (Kor)         | Vál. | Klub              |
| ---- | ----- | ------------------ | ----------------------------- | ---- | ----------------- |
| 1    | K     | Boriszlav Mihajlov | 1963. február 12. (31 éves)   | 66   | Mulhouse          |
| 2    | V     | Emil Kremenliev    | 1969. augusztus 13. (24 éves) | 7    | Levszki Szofija   |
| 3    | V     | Trifon Ivanov      | 1965. július 27. (28 éves)    | 39   | Neuchâtel Xamax   |
| 4    | V     | Canko Cvetanov     | 1970. január 6. (24 éves)     | 16   | Levszki Szofija   |
| 5    | V     | Petar Hubcsev      | 1964. február 26. (30 éves)   | 15   | Hamburg           |
| 6    | KP    | Zlatko Jankov      | 1966. augusztus 7. (27 éves)  | 31   | Levszki Szofija   |
| 7    | CS    | Emil Kosztadinov   | 1967. augusztus 12. (26 éves) | 32   | Porto             |
| 8    | CS    | Hriszto Sztoicskov | 1966. február 8. (28 éves)    | 41   | Barcelona         |
| 9    | KP    | Jordan Lecskov     | 1967. július 9. (26 éves)     | 14   | Hamburg           |
| 10   | KP    | Naszko Szirakov    | 1962. április 26. (32 éves)   | 55   | Levszki Szofija   |
| 11   | KP    | Daniel Borimirov   | 1970. január 16. (24 éves)    | 9    | Levszki Szofija   |
| 12   | K     | Plamen Nikolov     | 1961. augusztus 20. (32 éves) | 5    | Levszki Szofija   |
| 13   | CS    | Ivajlo Jordanov    | 1968. április 22. (26 éves)   | 10   | Sporting CP       |
| 14   | KP    | Boncso Gencsev     | 1964. július 7. (29 éves)     | 4    | Ipswich Town      |
| 15   | V     | Nikolaj Iliev      | 1964. március 31. (30 éves)   | 48   | Rennes            |
| 16   | V     | Ilijan Kirjakov    | 1967. augusztus 4. (26 éves)  | 35   | Merida            |
| 17   | KP    | Petar Mihtarszki   | 1966. július 15. (27 éves)    | 5    | Pirin Blagoevgrad |
| 18   | CS    | Petar Alekszandrov | 1962. december 7. (31 éves)   | 26   | Aarau             |
| 19   | KP    | Georgi Georgiev    | 1963. január 10. (31 éves)    | 10   | Mulhouse          |
| 20   | KP    | Kraszimir Balakov  | 1966. március 29. (28 éves)   | 33   | Sporting CP       |
| 21   | CS    | Velko Jotov        | 1970. augusztus 26. (23 éves) | 6    | Espanyol          |
| 22   | KP    | Ivajlo Andonov     | 1967. augusztus 14. (26 éves) | 5    | CSZKA Szofija     |

### Görögország
Szövetségi kapitány: Alkétasz Panagúliasz
| Szám | Poszt | Név                       | Születési dátum (Kor)          | Vál. | Klub            |
| ---- | ----- | ------------------------- | ------------------------------ | ---- | --------------- |
| 1    | K     | Antónisz Mínu             | 1958. május 4. (36 éves)       |      | Apólon Zmírnisz |
| 2    | V     | Sztrátosz Aposztolákisz   | 1964. május 11. (30 éves)      |      | Panathinaikósz  |
| 3    | V     | Thanászisz Kolitszidákisz | 1966. november 20. (27 éves)   |      | Panathinaikósz  |
| 4    | V     | Sztéliosz Manolász        | 1961. július 13. (32 éves)     |      | AÉK Athén       |
| 5    | V     | Joánisz Kalidzákisz       | 1966. február 10. (28 éves)    |      | Panathinaikósz  |
| 6    | KP    | Panajótisz Caluhídisz     | 1963. március 30. (31 éves)    |      | Olimbiakósz     |
| 7    | CS    | Dimítrisz Szaravákosz     | 1961. július 26. (32 éves)     |      | Panathinaikósz  |
| 8    | KP    | Níkosz Niópliasz          | 1965. január 17. (29 éves)     |      | Panathinaikósz  |
| 9    | CS    | Níkosz Mahlász            | 1973. június 16. (21 éves)     |      | ÓFI Kréta       |
| 10   | KP    | Tászosz Mitrópulosz       | 1957. augusztus 23. (36 éves)  |      | AÉK Athén       |
| 11   | KP    | Níkosz Cantákisz          | 1963. október 20. (30 éves)    |      | Olimbiakósz     |
| 12   | KP    | Szpírosz Marankósz        | 1967. február 20. (27 éves)    |      | Panathinaikósz  |
| 13   | V     | Váiosz Karagiánisz        | 1968. június 25. (25 éves)     |      | AÉK Athén       |
| 14   | CS    | Vaszílisz Dimitriádisz    | 1966. február 1. (28 éves)     |      | AÉK Athén       |
| 15   | K     | Hrísztosz Karkamánisz     | 1969. szeptember 22. (24 éves) |      | Árisz           |
| 16   | CS    | Aléxisz Alexúdisz         | 1972. június 20. (21 éves)     |      | ÓFI Kréta       |
| 17   | KP    | Minász Hadzídisz          | 1966. július 4. (27 éves)      |      | Olimbiakósz     |
| 18   | V     | Kirjákosz Karataidisz     | 1965. július 4. (28 éves)      |      | Olimbiakósz     |
| 19   | KP    | Szávasz Kofídisz          | 1961. március 21. (33 éves)    |      | Árisz           |
| 20   | K     | Élíasz Atmadzídisz        | 1969. április 24. (25 éves)    |      | AÉK Athén       |
| 21   | CS    | Aléxisz Alexandrísz       | 1968. október 21. (25 éves)    |      | Olimbiakósz     |
| 22   | V     | Aléxisz Alexiu            | 1963. szeptember 8. (30 éves)  |      | PAÓK            |

### Nigéria
Szövetségi kapitány:  Clemens Westerhof
| Szám | Poszt | Név                 | Születési dátum (Kor)          | Vál. | Klub                |
| ---- | ----- | ------------------- | ------------------------------ | ---- | ------------------- |
| 1    | K     | Peter Rufai         | 1963. augusztus 24. (30 éves)  |      | Go Ahead Eagles     |
| 2    | V     | Augustine Eguavoen  | 1965. augusztus 19. (28 éves)  |      | KV Kortrijk         |
| 3    | V     | Benedict Iroha      | 1969. november 29. (24 éves)   |      | Vitesse             |
| 4    | V     | Stephen Keshi       | 1962. január 23. (32 éves)     |      | Molenbeek           |
| 5    | V     | Uche Okechukwu      | 1967. szeptember 27. (26 éves) |      | Fenerbahçe          |
| 6    | V     | Chidi Nwanu         | 1967. január 1. (27 éves)      |      | Anderlecht          |
| 7    | KP    | Finidi George       | 1971. április 15. (23 éves)    |      | Ajax                |
| 8    | KP    | Thompson Oliha      | 1968. október 4. (25 éves)     |      | Africa Sports       |
| 9    | CS    | Rashidi Yekini      | 1964. október 23. (29 éves)    |      | Vitória de Setúbal  |
| 10   | KP    | Jay-Jay Okocha      | 1973. augusztus 14. (20 éves)  |      | Eintracht Frankfurt |
| 11   | KP    | Emmanuel Amunike    | 1970. december 25. (23 éves)   |      | Zamalek             |
| 12   | CS    | Samson Siasia       | 1967. augusztus 14. (26 éves)  |      | Nantes              |
| 13   | V     | Emeka Ezeugo        | 1965. december 16. (28 éves)   |      | Budapest Honvéd     |
| 14   | CS    | Daniel Amokachi     | 1972. december 30. (21 éves)   |      | Club Brugge         |
| 15   | KP    | Sunday Oliseh       | 1974. szeptember 14. (19 éves) |      | RFC Liège           |
| 16   | K     | Alloysius Agu       | 1967. július 12. (26 éves)     |      | RFC Liège           |
| 17   | CS    | Victor Ikpeba       | 1973. június 12. (21 éves)     |      | Monaco              |
| 18   | CS    | Efan Ekoku          | 1967. június 8. (27 éves)      |      | Norwich City        |
| 19   | V     | Michael Emenalo     | 1965. július 14. (28 éves)     |      | Eintracht Trier     |
| 20   | V     | Uche Okafor         | 1967. augusztus 8. (26 éves)   |      | Hannover 96         |
| 21   | KP    | Mutiu Adepoju       | 1970. december 22. (23 éves)   |      | Racing Santander    |
| 22   | K     | Wilfred Agbonavbare | 1965. október 5. (28 éves)     |      | Rayo Vallecano      |

## E. csoport

### Olaszország
Szövetségi kapitány: Arrigo Sacchi
| Szám | Poszt | Név                   | Születési dátum (Kor)         | Vál. | Klub           |
| ---- | ----- | --------------------- | ----------------------------- | ---- | -------------- |
| 1    | K     | Gianluca Pagliuca     | 1966. december 18. (27 éves)  |      | Sampdoria      |
| 2    | V     | Luigi Apolloni        | 1967. május 2. (27 éves)      |      | Parma          |
| 3    | V     | Antonio Benarrivo     | 1968. augusztus 21. (25 éves) |      | Parma          |
| 4    | V     | Alessandro Costacurta | 1966. április 24. (28 éves)   |      | Milan          |
| 5    | V     | Paolo Maldini         | 1968. június 26. (25 éves)    |      | Milan          |
| 6    | V     | Franco Baresi         | 1960. május 8. (34 éves)      |      | Milan          |
| 7    | V     | Lorenzo Minotti       | 1967. február 8. (27 éves)    |      | Parma          |
| 8    | V     | Roberto Mussi         | 1963. augusztus 25. (30 éves) |      | Torino         |
| 9    | V     | Mauro Tassotti        | 1960. január 19. (34 éves)    |      | Milan          |
| 10   | CS    | Roberto Baggio        | 1967. február 18. (27 éves)   |      | Juventus       |
| 11   | KP    | Demetrio Albertini    | 1971. augusztus 23. (22 éves) |      | Milan          |
| 12   | K     | Luca Marchegiani      | 1966. február 22. (28 éves)   |      | Lazio          |
| 13   | KP    | Dino Baggio           | 1971. július 24. (22 éves)    |      | Juventus       |
| 14   | KP    | Nicola Berti          | 1967. április 14. (27 éves)   |      | Internazionale |
| 15   | KP    | Antonio Conte         | 1969. július 31. (24 éves)    |      | Juventus       |
| 16   | KP    | Roberto Donadoni      | 1963. szeptember 9. (30 éves) |      | Milan          |
| 17   | KP    | Alberigo Evani        | 1963. január 1. (31 éves)     |      | Sampdoria      |
| 18   | CS    | Pierluigi Casiraghi   | 1969. március 4. (25 éves)    |      | Lazio          |
| 19   | CS    | Daniele Massaro       | 1961. május 23. (33 éves)     |      | Milan          |
| 20   | CS    | Giuseppe Signori      | 1968. február 17. (26 éves)   |      | Lazio          |
| 21   | CS    | Gianfranco Zola       | 1966. július 5. (27 éves)     |      | Parma          |
| 22   | K     | Luca Bucci            | 1969. március 13. (25 éves)   |      | Parma          |

### Mexikó
Szövetségi kapitány: Miguel Mejía Barón
| Szám | Poszt | Név                          | Születési dátum (Kor)         | Vál. | Klub               |
| ---- | ----- | ---------------------------- | ----------------------------- | ---- | ------------------ |
| 1    | K     | Jorge Campos                 | 1966. október 15. (27 éves)   | 54   | Pumas de la UNAM   |
| 2    | V     | Claudio Suárez               | 1968. december 17. (25 éves)  | 41   | Pumas de la UNAM   |
| 3    | V     | Juan de Dios Ramírez Perales | 1969. március 8. (25 éves)    | 42   | Pumas de la UNAM   |
| 4    | V     | Ignacio Ambríz               | 1965. február 7. (29 éves)    |      | Necaxa             |
| 5    | V     | Ramón Ramírez                | 1969. december 5. (24 éves)   |      | Santos             |
| 6    | KP    | Marcelino Bernal             | 1962. május 27. (32 éves)     |      | Toluca             |
| 7    | CS    | Carlos Hermosillo            | 1964. augusztus 24. (29 éves) |      | Cruz Azul          |
| 8    | KP    | Alberto García Aspe          | 1967. május 11. (27 éves)     |      | Necaxa             |
| 9    | CS    | Hugo Sánchez                 | 1958. július 11. (35 éves)    |      | Rayo Vallecano     |
| 10   | CS    | Luis García                  | 1969. június 1. (25 éves)     |      | Atlético de Madrid |
| 11   | CS    | Luis Roberto Alves           | 1967. május 23. (27 éves)     |      | Club América       |
| 12   | K     | Félix Fernández              | 1967. november 1. (26 éves)   |      | Atlante            |
| 13   | KP    | Juan Carlos Chávez           | 1967. január 18. (27 éves)    |      | Atlas              |
| 14   | KP    | Joaquín del Olmo             | 1969. április 20. (25 éves)   |      | Veracruz           |
| 15   | KP    | Missael Espinoza             | 1965. április 12. (29 éves)   |      | Guadalajara        |
| 16   | KP    | Luis Antonio Valdéz          | 1967. július 1. (26 éves)     |      | León               |
| 17   | KP    | Benjamín Galindo             | 1960. december 11. (33 éves)  |      | Guadalajara        |
| 18   | V     | José Luis Salgado            | 1966. április 3. (28 éves)    |      | Tecos              |
| 19   | CS    | Luis Miguel Salvador         | 1968. február 26. (26 éves)   |      | Atlante            |
| 20   | KP    | Jorge Rodríguez              | 1968. április 18. (26 éves)   |      | Toluca             |
| 21   | V     | Raúl Gutiérrez               | 1966. október 16. (27 éves)   |      | Atlante            |
| 22   | K     | Adrián Chávez                | 1962. június 27. (31 éves)    |      | Club América       |

### Norvégia
Szövetségi kapitány: Egil Olsen
| Szám | Poszt | Név                 | Születési dátum (Kor)         | Vál. | Klub                  |
| ---- | ----- | ------------------- | ----------------------------- | ---- | --------------------- |
| 1    | K     | Erik Thorstvedt     | 1962. október 28. (31 éves)   | 84   | Tottenham Hotspur     |
| 2    | V     | Gunnar Halle        | 1965. augusztus 11. (28 éves) | 44   | Oldham Athletic       |
| 3    | V     | Erland Johnsen      | 1967. április 5. (27 éves)    | 20   | Chelsea               |
| 4    | V     | Rune Bratseth       | 1961. március 19. (33 éves)   | 57   | Werder Bremen         |
| 5    | V     | Stig Inge Bjørnebye | 1969. december 11. (24 éves)  | 34   | Liverpool             |
| 6    | CS    | Jostein Flo         | 1964. október 3. (29 éves)    | 23   | Sheffield United      |
| 7    | KP    | Erik Mykland        | 1971. július 21. (22 éves)    | 25   | IK Start Kristiansand |
| 8    | KP    | Øyvind Leonhardsen  | 1970. augusztus 17. (23 éves) | 29   | Rosenborg             |
| 9    | CS    | Jan Åge Fjørtoft    | 1967. január 10. (27 éves)    | 50   | Swindon Town          |
| 10   | KP    | Kjetil Rekdal       | 1968. november 6. (25 éves)   | 32   | Lierse SK             |
| 11   | KP    | Mini Jakobsen       | 1965. november 8. (28 éves)   | 44   | Young Boys            |
| 12   | K     | Frode Grodås        | 1964. október 24. (29 éves)   | 12   | Lillestrøm            |
| 13   | K     | Ola By Rise         | 1960. november 14. (33 éves)  | 25   | Rosenborg             |
| 14   | V     | Roger Nilsen        | 1969. augusztus 8. (24 éves)  | 20   | Sheffield United      |
| 15   | KP    | Karl Petter Løken   | 1966. augusztus 14. (27 éves) | 32   | Rosenborg             |
| 16   | CS    | Gøran Sørloth       | 1962. július 16. (31 éves)    | 54   | Bursaspor             |
| 17   | V     | Dan Eggen           | 1970. január 13. (24 éves)    | 2    | Brøndby               |
| 18   | V     | Alf-Inge Håland     | 1972. november 23. (21 éves)  | 3    | Nottingham Forest     |
| 19   | KP    | Roar Strand         | 1970. február 2. (24 éves)    | 1    | Rosenborg             |
| 20   | V     | Henning Berg        | 1969. szeptember 1. (24 éves) | 16   | Blackburn Rovers      |
| 21   | CS    | Sigurd Rushfeldt    | 1972. december 11. (21 éves)  | 1    | Tromsø IL             |
| 22   | KP    | Lars Bohinen        | 1969. szeptember 8. (24 éves) | 29   | Nottingham Forest     |

### Írország
Szövetségi kapitány:  Jack Charlton
| Szám | Poszt | Név              | Születési dátum / Kor          | Válogatottság | Gólok | Klub                |
| ---- | ----- | ---------------- | ------------------------------ | ------------- | ----- | ------------------- |
| 1    | K     | Packie Bonner    | 1960. május 24. (34 éves)      | 73            | 0     | Celtic              |
| 2    | V     | Denis Irwin      | 1965. október 31. (28 éves)    | 26            | 1     | Manchester United   |
| 3    | V     | Terry Phelan     | 1967. március 16. (27 éves)    | 22            | 0     | Manchester City     |
| 4    | V     | Kevin Moran      | 1956. április 29. (38 éves)    | 69            | 6     | Blackburn Rovers    |
| 5    | V     | Paul McGrath     | 1959. december 4. (34 éves)    | 65            | 7     | Aston Villa         |
| 6    | KP    | Roy Keane        | 1971. augusztus 10. (22 éves)  | 22            | 0     | Manchester United   |
| 7    | KP    | Andy Townsend    | 1963. július 23. (30 éves)     | 45            | 5     | Aston Villa         |
| 8    | KP    | Ray Houghton     | 1962. január 9. (32 éves)      | 58            | 3     | Aston Villa         |
| 9    | CS    | John Aldridge    | 1958. szeptember 18. (35 éves) | 57            | 13    | Tranmere Rovers     |
| 10   | KP    | John Sheridan    | 1964. október 1. (29 éves)     | 19            | 3     | Sheffield Wednesday |
| 11   | V     | Steve Staunton   | 1969. január 19. (25 éves)     | 47            | 5     | Aston Villa         |
| 12   | V     | Gary Kelly       | 1974. július 9. (19 éves)      | 5             | 1     | Leeds United        |
| 13   | V     | Alan Kernaghan   | 1967. április 25. (27 éves)    | 11            | 1     | Manchester City     |
| 14   | V     | Phil Babb        | 1970. október 30. (23 éves)    | 5             | 0     | Coventry City       |
| 15   | CS    | Tommy Coyne      | 1962. november 14. (31 éves)   | 14            | 4     | Motherwell          |
| 16   | CS    | Tony Cascarino   | 1962. szeptember 1. (31 éves)  | 50            | 12    | Chelsea             |
| 17   | KP    | Eddie McGoldrick | 1965. április 30. (29 éves)    | 12            | 0     | Arsenal             |
| 18   | KP    | Ronnie Whelan    | 1961. szeptember 25. (32 éves) | 50            | 3     | Liverpool           |
| 19   | V     | Alan McLoughlin  | 1967. április 20. (27 éves)    | 17            | 1     | Portsmouth          |
| 20   | CS    | David Kelly      | 1965. november 25. (28 éves)   | 16            | 7     | Wolverhampton       |
| 21   | KP    | Jason McAteer    | 1971. június 18. (22 éves)     | 5             | 0     | Bolton Wanderers    |
| 22   | K     | Alan Kelly       | 1968. augusztus 11. (25 éves)  | 3             | 0     | Sheffield United    |

## F. csoport

### Belgium
Szövetségi kapitány: Paul Van Himst
| Szám | Poszt | Név                     | Születési dátum (Kor)         | Vál. | Klub              |
| ---- | ----- | ----------------------- | ----------------------------- | ---- | ----------------- |
| 1    | K     | Michel Preud’homme      | 1959. január 24. (35 éves)    |      | KV Mechelen       |
| 2    | V     | Dirk Medved             | 1968. június 15. (26 éves)    |      | Club Brugge       |
| 3    | V     | Vital Borkelmans        | 1963. június 1. (31 éves)     |      | Club Brugge       |
| 4    | V     | Philippe Albert         | 1967. augusztus 10. (26 éves) |      | Anderlecht        |
| 5    | V     | Rudi Smidts             | 1963. augusztus 12. (30 éves) |      | Royal Antwerp     |
| 6    | V     | Lorenzo Staelens        | 1964. április 20. (30 éves)   |      | Club Brugge       |
| 7    | KP    | Franky Van der Elst     | 1961. április 30. (33 éves)   |      | Club Brugge       |
| 8    | CS    | Luc Nilis               | 1967. május 25. (27 éves)     |      | Anderlecht        |
| 9    | CS    | Marc Degryse            | 1965. szeptember 4. (28 éves) |      | Anderlecht        |
| 10   | KP    | Enzo Scifo              | 1966. február 19. (28 éves)   |      | Monaco            |
| 11   | CS    | Alexandre Czerniatynski | 1960. július 28. (33 éves)    |      | KV Mechelen       |
| 12   | K     | Filip De Wilde          | 1964. július 5. (29 éves)     |      | Anderlecht        |
| 13   | V     | Georges Grün            | 1962. január 25. (32 éves)    |      | Parma             |
| 14   | V     | Michel De Wolf          | 1958. január 19. (36 éves)    |      | Anderlecht        |
| 15   | KP    | Marc Emmers             | 1966. február 25. (28 éves)   |      | Anderlecht        |
| 16   | KP    | Danny Boffin            | 1965. július 10. (28 éves)    |      | Anderlecht        |
| 17   | CS    | Josip Weber             | 1964. november 16. (29 éves)  |      | Cercle Brugge     |
| 18   | KP    | Marc Wilmots            | 1969. február 22. (25 éves)   |      | Standard de Liège |
| 19   | V     | Eric Van Meir           | 1968. február 28. (26 éves)   |      | Charleroi         |
| 20   | K     | Dany Verlinden          | 1963. augusztus 15. (30 éves) |      | Club Brugge       |
| 21   | KP    | Stéphane Van der Heyden | 1969. július 3. (24 éves)     |      | Club Brugge       |
| 22   | V     | Pascal Renier           | 1971. augusztus 3. (22 éves)  |      | Club Brugge       |

### Marokkó
Szövetségi kapitány: Abdállah Blínda
| Szám | Poszt | Név                  | Születési dátum (Kor)         | Vál. | Klub                 |
| ---- | ----- | -------------------- | ----------------------------- | ---- | -------------------- |
| 1    | K     | Halíl Azmí           | 1964. augusztus 23. (29 éves) |      | Raja Casablanca      |
| 2    | V     | Nászer Abdállah      | 1966. március 3. (28 éves)    |      | Waregem              |
| 3    | V     | Abdelkrim el-Hadríúí | 1972. augusztus 8. (21 éves)  |      | FAR Rabat            |
| 4    | V     | Táhar el-Halezs      | 1968. június 16. (26 éves)    |      | KAC Marrákes         |
| 5    | V     | Szmahí Tríkí         | 1967. augusztus 1. (26 éves)  |      | Châteauroux          |
| 6    | V     | Núr ed-Dín Najbet    | 1970. február 10. (24 éves)   |      | Nantes               |
| 7    | KP    | Musztafí Hadzsí      | 1971. november 16. (22 éves)  |      | Nancy                |
| 8    | KP    | Rasíd Azúzí          | 1971. január 10. (23 éves)    |      | MSV Duisburg         |
| 9    | CS    | Mohammed Chaouch     | 1966. december 12. (27 éves)  |      | Nice                 |
| 10   | KP    | Mustafa El Haddaoui  | 1961. március 7. (33 éves)    |      | Angers               |
| 11   | V     | Rasíd Dáúdí          | 1966. február 21. (28 éves)   |      | Vidad Casablanca     |
| 12   | K     | Szajd Dgáj           | 1964. január 14. (30 éves)    |      | Olympique Casablanca |
| 13   | V     | Áhmed Bahdzsa        | 1970. december 21. (23 éves)  |      | KAC Marrákes         |
| 14   | V     | Áhmed Maszbáhí       | 1966. január 17. (28 éves)    |      | KAC Marrákes         |
| 15   | KP    | El-Arbí Habábí       | 1967. augusztus 12. (26 éves) |      | Olympique Khouribga  |
| 16   | CS    | Hassan Nader         | 1965. július 8. (28 éves)     |      | Farense              |
| 17   | CS    | Abdeszlám el-Gríszí  | 1962. január 5. (32 éves)     |      | Raja Casablanca      |
| 18   | V     | Rásid Nekrúz         | 1972. április 10. (22 éves)   |      | Mouloudia Oujda      |
| 19   | CS    | Abdelmadzsíd Bújbúd  | 1966. október 24. (27 éves)   |      | Vidad Casablanca     |
| 20   | KP    | Haszan Kaslúl        | 1973. február 19. (21 éves)   |      | Nîmes                |
| 21   | KP    | Mohamed Szamadí      | 1970. március 21. (24 éves)   |      | FAR Rabat            |
| 22   | K     | Zakarja Alúi         | 1966. június 17. (28 éves)    |      | KAC Marrákes         |

### Hollandia
Szövetségi kapitány: Dick Advocaat
| Szám | Poszt | Név               | Születési dátum (Kor)          | Vál. | Klub           |
| ---- | ----- | ----------------- | ------------------------------ | ---- | -------------- |
| 1    | K     | Ed de Goeij       | 1966. december 20. (27 éves)   | 14   | Feyenoord      |
| 2    | V     | Frank de Boer     | 1970. május 15. (24 éves)      | 25   | Ajax           |
| 3    | KP    | Frank Rijkaard    | 1962. szeptember 30. (31 éves) | 69   | Ajax           |
| 4    | V     | Ronald Koeman     | 1963. március 21. (31 éves)    | 73   | Barcelona      |
| 5    | KP    | Rob Witschge      | 1966. augusztus 22. (27 éves)  | 22   | Feyenoord      |
| 6    | KP    | Jan Wouters       | 1960. július 17. (33 éves)     | 66   | PSV            |
| 7    | KP    | Marc Overmars     | 1973. március 29. (21 éves)    | 13   | Ajax           |
| 8    | KP    | Wim Jonk          | 1966. október 12. (27 éves)    | 15   | Internazionale |
| 9    | KP    | Ronald de Boer    | 1970. május 15. (24 éves)      | 9    | Ajax           |
| 10   | CS    | Dennis Bergkamp   | 1969. május 10. (25 éves)      | 31   | Internazionale |
| 11   | CS    | Bryan Roy         | 1970. február 12. (24 éves)    | 21   | Foggia         |
| 12   | CS    | John Bosman       | 1965. február 1. (29 éves)     | 27   | Anderlecht     |
| 13   | K     | Edwin van der Sar | 1970. október 29. (23 éves)    | 0    | Ajax           |
| 14   | V     | Ulrich van Gobbel | 1971. január 16. (23 éves)     | 6    | Feyenoord      |
| 15   | V     | Danny Blind       | 1961. augusztus 1. (32 éves)   | 24   | Ajax           |
| 16   | V     | Arthur Numan      | 1969. december 14. (24 éves)   | 4    | PSV            |
| 17   | KP    | Gaston Taument    | 1970. október 1. (23 éves)     | 6    | Feyenoord      |
| 18   | V     | Stan Valckx       | 1963. október 20. (30 éves)    | 7    | Sporting CP    |
| 19   | CS    | Peter van Vossen  | 1968. április 21. (26 éves)    | 10   | Ajax           |
| 20   | KP    | Aron Winter       | 1967. március 1. (27 éves)     | 38   | Lazio          |
| 21   | V     | John de Wolf      | 1962. december 10. (31 éves)   | 6    | Feyenoord      |
| 22   | K     | Theo Snelders     | 1963. december 7. (30 éves)    | 1    | Aberdeen       |

### Szaúd-Arábia
Szövetségi kapitány:  Jorge Solari
| Szám | Poszt | Név                 | Születési dátum (Kor)          | Vál. | Klub        |
| ---- | ----- | ------------------- | ------------------------------ | ---- | ----------- |
| 1    | K     | Mohammed ad-Daía    | 1972. augusztus 2. (21 éves)   |      | et-Tájí     |
| 2    | V     | Abdullah al-Doszarí | 1969. november 1. (24 éves)    |      | el-Áttihád  |
| 3    | V     | Mohammed el-Hilajvi | 1971. augusztus 21. (22 éves)  |      | el-Áttihád  |
| 4    | V     | Abdullah Zubromawi  | 1973. november 15. (20 éves)   |      | el-Áhlí     |
| 5    | V     | Ahmad Jamil Madani  | 1970. január 6. (24 éves)      |      | el-Áttihád  |
| 6    | KP    | Fuad Anwar          | 1972. október 13. (21 éves)    |      | es-Sabáb    |
| 7    | CS    | Fahad Al-Ghesheyan  | 1973. augusztus 1. (20 éves)   |      | el-Hilál    |
| 8    | KP    | Fahad al-Bísí       | 1965. szeptember 10. (28 éves) |      | en-Naszr    |
| 9    | CS    | Medzsid Abdullah    | 1959. november 1. (34 éves)    |      | en-Naszr    |
| 10   | CS    | Saeed Al-Owairan    | 1967. augusztus 19. (26 éves)  |      | es-Sabáb    |
| 11   | CS    | Fahad al-Mehállel   | 1970. november 11. (23 éves)   |      | es-Sabáb    |
| 12   | CS    | Sami Al-Jaber       | 1972. december 11. (21 éves)   |      | el-Hilál    |
| 13   | V     | Mohamed al-Dzsavád  | 1962. november 28. (31 éves)   |      | el-Áhlí     |
| 14   | KP    | Khalid Al-Muwallid  | 1971. november 23. (22 éves)   |      | el-Áhlí     |
| 15   | V     | Száleh al-Dáúúd     | 1968. szeptember 24. (25 éves) |      | es-Sabáb    |
| 16   | KP    | Talál Dzsebrín      | 1973. szeptember 25. (20 éves) |      | er-Rijád    |
| 17   | V     | Jászir al-Tájfí     | 1971. május 10. (23 éves)      |      | er-Rijád    |
| 18   | V     | Avád al-Anazí       | 1968. szeptember 24. (25 éves) |      | es-Sabáb    |
| 19   | KP    | Hamzah Száleh       | 1967. április 19. (27 éves)    |      | el-Áhlí     |
| 20   | CS    | Hamzah Idrísz       | 1972. október 8. (21 éves)     |      | Ohud        |
| 21   | K     | Huszejn al-Szádik   | 1973. október 15. (20 éves)    |      | Al-Qadisiya |
| 22   | K     | Ibrahim al-Helvah   | 1972. augusztus 18. (21 éves)  |      | er-Rijád    |

## Külső hivatkozások
- Planet World Cup weboldala (angolul)